# Tanyderus beckeri
Tanyderus beckeri är en tvåvingeart som först beskrevs av Riedel 1920.  Tanyderus beckeri ingår i släktet Tanyderus och familjen Tanyderidae. Inga underarter finns listade i Catalogue of Life.